# مسلسل الجنة

## القصة
يسكن مجموعة من الأشخاص منزلًا قديمًا مليء بالأسرار والغموض، فعندما يتزوج ابنهم من فتاة تدعى مروة تبدأ أشياء غريبة بالحدوث، وتبدأ العلاقات الأسرية بالتغير مما يؤدي إلى التوتر والصراع، سرعان ما يتضح أن مروة ليست كما تبدو، وأن وراء هدوئها قوة غريبة تسعى إلى تدمير الأسرة من الداخل.

## كادر العمل
حافظ لعيبي
سناء عبد الرحمن
طيبة غسان
مروة بدران
علي دعيم
محمد سمير
حسين حافظ
علي فاخر
الطفلة رزان